# Sokoč
Sokoč (in lingua russa Сокоч) è una città della Russia di 1 000 abitanti situata nel Territorio della Kamčatka.